# Weiße Monumente von Wladimir und Susdal
Weiße Monumente von Wladimir und Susdal (russisch Белокаменные памятники Владимира и Суздаля, englisch White Monuments of Vladimir and Suzdal) ist eine Sammelbezeichnung für acht zum Welterbe der UNESCO gehörende weißsteinerne Denkmäler der altrussischen Baukunst in der Oblast Wladimir.
Die Monumente sind Teile des Wladimir-Susdal-Museumreservats, das 1958 gegründet und von 1960 bis 2010 von Alissa Aksjonowa geleitet wurde.
| Name                                         | Ort         | Bauzeit   | Grad der Erhaltung | Foto |
| -------------------------------------------- | ----------- | --------- | ------------------ | ---- |
| Mariä-Entschlafens-Kathedrale                | Wladimir    | 1158–1160 | hoch               |      |
| Goldenes Tor                                 | Wladimir    | 1158–1164 | mittel             |      |
| Demetrios-Kathedrale                         | Wladimir    | 1194–1197 | hoch               |      |
| Mariä-Schutz-und-Fürbitte-Kirche an der Nerl | Bogoljubowo | 1165–1166 | hoch               |      |
| Susdaler Kreml                               | Susdal      | 1094–1225 | hoch               |      |
| Erlöser-Euthymios-Kloster                    | Susdal      | 1352      | hoch               |      |
| Bogoljubski-Kloster                          | Bogoljubowo | 1158      | hoch               |      |
| Boris-und-Gleb-Kirche                        | Kidekscha   | 1152–1157 | mittel             |      |

Als mögliche künftige Ergänzungen dieser Liste gelten folgende Objekte:
| Name                           | Ort                | Bauzeit   | Grad der Erhaltung | Foto |
| ------------------------------ | ------------------ | --------- | ------------------ | ---- |
| Verklärungskathedrale          | Pereslawl-Salesski | 1152–1157 | hoch               |      |
| Georgskirche                   | Jurjew-Polski      | 1230–1234 | hoch               |      |
| Pokrowski-Kloster              | Susdal             | 1364      | hoch               |      |
| Entschlafens-Knjaginin-Kloster | Wladimir           | 1200      | hoch               |      |